# Eutelsat 12 West B
O Eutelsat 12 West B (anteriormente conhecido por Atlantic Bird 2 e Eutelsat 8 West A) é um satélite de comunicação geoestacionário europeu construído pela Alcatel Space. Ele está localizado na posição orbital de 12,5 graus de longitude oeste e é de propriedade da Eutelsat, empresa com sede em Paris. O satélite foi baseado na plataforma Spacebus-3000B2 e sua vida útil estimada era de 12 anos.

## História
O satélite foi lançado em 2001 como Atlantic Bird 2 e foi colocado na posição orbital de 8 graus oeste onde ele substituiu o satélite anteriormente posicionado nesta região o Telecom 2A, ele transmite canais de TV, estações de rádio e outros dados digitais. Ele garante rotas transatlânticas entre a costa leste da América do Norte, América do Sul, Europa e na região do Golfo.
No dia 1 de março de 2012 a Eutelsat adotou uma nova designação para sua frota de satélites, todos os satélites do grupo assumiram o nome Eutelsat associada à sua posição orbital e uma letra que indica a ordem de chegada nessa posição, então o satélite Atlantic Bird 2 foi renomeado para Eutelsat 8 West A. Em 2015, o satélite foi transferido para 12,5 graus oeste e renomeado para Eutelsat 12 West B.

## Lançamento
O satélite foi lançado com sucesso ao espaço no dia 25 de setembro de 2001, às 23:21 UTC, por meio de um veículo Ariane-44P H10-3 voo 144, a partir do Centro Espacial de Kourou, na Guiana Francesa. Ele tinha uma massa de lançamento de 3.600 kg.

## Capacidade e cobertura
O Eutelsat 12 West B é equipado com 26 transponders em banda Ku para fazer transmissões para a Europa e América.